# N/A
N/A lub n/a – skrótowiec od angielskich wyrażeń używanych w tablicach statystycznych, formularzach, zestawieniach, wyliczeniach i tym podobnych tekstach.
Ma on następujące znaczenia:
1. not applicable[1] (nie dotyczy) – elementy nie są kompatybilne lub nie ma między nimi związku
2. not available[1] (niedostępne) – nie ma danych (czasowo lub na stałe)
3. no answer[2] (brak odpowiedzi) – coś nie jest znane lub nie ma na to dostępnych odpowiedzi.

Polskim odpowiednikiem N/A w pierwszym znaczeniu jest nd. (z kropką na końcu).